# Doroteo Arango, Tamaulipas
Doroteo Arango är en ort i Mexiko.   Den ligger i kommunen Reynosa och delstaten Tamaulipas, i den östra delen av landet, 700 km norr om huvudstaden Mexico City. Doroteo Arango ligger 68 meter över havet och antalet invånare är 408.
Terrängen runt Doroteo Arango är platt, och sluttar österut. Runt Doroteo Arango är det ganska tätbefolkat, med 96 invånare per kvadratkilometer. Doroteo Arango är det största samhället i trakten. Trakten runt Doroteo Arango består till största delen av jordbruksmark.